# Red Bull Racing
Oracle Red Bull Racing és un equip de Fórmula 1 propietat de la companyia austríaca de begudes Red Bull. Red Bull va adquirir l'escuderia Jaguar Racing per prop de 110 milions de dòlars, quan la casa matriu d'aquest equip (Ford Motor Company) va anunciar el seu retir de la màxima categoria.

## Història

### Orígens de l'equip
Els orígens de l'equip es remunten a l'escuderia creada per Jackie Stewart, Stewart Grand Prix, que va disputar les seves primeres curses en l'any 1997. L'equip va ser comprat per Ford Motor Company i va córrer sota el nom de Jaguar Racing durant la temporada 2000 de Fórmula 1. Malgrat la joventut de l'equip en comparació amb altres constructors com Ferrari i McLaren, es va considerar un inici bastant reeixit, amb una carrera guanyada la Temporada 1999 de Fórmula 1.
Arran dels decebedors resultats obtinguts per l'equip, la companyia Ford va anunciar el seu retir després de la temporada 2004 de Fórmula 1.
L'empresa Red Bull ja havia estat present a la Formula 1 anteriorment com a patrocinadora de Sauber F1 Team entre 1995 i 2001.

### Red Bull Racing amb Ford i Ferrari (2005-2006)
El 15 de novembre de 2004, Red Bull va anunciar que l'adquisició s'havia concretat. Durant la temporada 2005 de Fórmula 1, l'equip manté els impulsors Cosworth. Els primers pilotos de l'escuderia són David Coulthard i Christian Klien, qui van debutar en la Temporada 2005 marcant punts amb els seus vehicles en les seves dues primeres curses.
L'amo de Red Bull Dietrich Mateschitz, ha temptat el seu compatriota austriac Gerhard Berger (expilot de la categoria, i director de BMW Motorsport) perquè passi a dirigir la nova escuderia.
El 28 de maig de 2006, Red Bull, aconsegueix el seu primer pòdium de la història en acabar en 3r lloc David Coulthard en el Gran Premi de Mònaco del 2006.

### Red Bull Racing amb Renault (2007-2018)

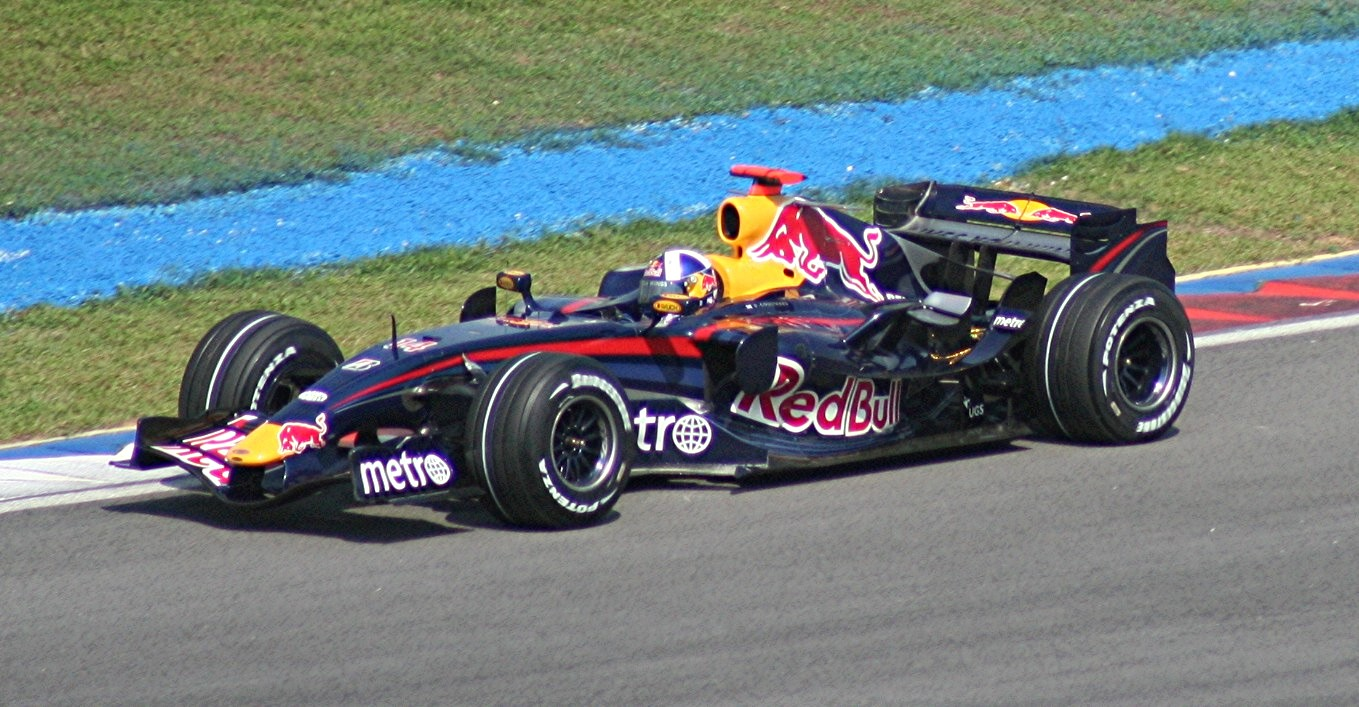
David Coulthard en el Gran Premi de Malàisia del 2007

El 2007, l'equip incorpora a Mark Webber, que, en part, torna a "casa" després del seu pas per Jaguar el 2003 i el 2004. Junt amb David Coulthard, formarà l'alineació de pilots titulars de l'escuderia, pel qual Christian Klien es va buscar continuar intentant en la F1 entrar com a pilot provador a Honda, fitxatge que es va consumar. En el Gran Premi d'Europa de 2007 Mark Webber va saber beneficiar-se del caos en les primeres corbes per sumar el segon pòdium de la seva carrera, mentre que la sort no li va somriure en el circuit de Fuji Speedway on es va veure obligat a abandonar en ser arrossegat pel jove Sebastian Vettel quan marxava segon.
Per a la temporada 2008 l'equip va decidir mantenir els seus dos pilots i després de dos anys de sequera l'escocès David Coulthard va tornar a pujar-se al pòdium en el Gran Premi del Canadà del 2008 on va quallar una gran actuació amb una estratègia a una sola parada. Aquell mateix any un jove Sebastian Vettel, qui conduïa pel equip filiai Toro Rosso, va guanyar el Gran Premi d'Italia. Una de les raons per la qual van decidir substituir a David Coulthard pel Vettel, amb només 21 anys, per la temporada 2009.
L'èxit no va tardar en arribar, amb Vettel coronant-se campió en la temporada 2010, donant els primers títols de pilots i de constructors a Red Bull en la seva història. Aquell conte es va repetir, de forma consecutiva, 3 cops durant els anys 2011, 2012, i 2013. Durant aquell perióde la rivalitat de Webber i de Vettel va incrementar, fins que Webber va decidir deixar l'equip a falta de 10 grans premis. Aquest esdevediment va obligar a Red Bull a pujar del filial a Daniel Ricciardo, qui amb bones actuacions van decidir firmar un contracte de 3 temporades (en què hi va estar 5).
Al 2015, després de marcar un epoca, Vettel decideix deixar Red Bull per anar-sen a Ferrari. Daniil Kvyat va ser l'encarregat de substituir-lo. Tot anava be fins que després d'un mal inici en la temporada 2016, Red Bull decideix canviar els pilots, Kvyat aniria a parar a Toro Rosso i el jove Max Verstappen, amb només 18 anys, a Red Bull. Verstappen guanyaria la seva primera cursa al Gran Premi d'Espanya en l'equip, trencant el record de Vettel, convertint-se en el pilot més jove en guanyar un gran premi. A finals de 2016, Red Bull decideix deixar els motors Renault, per falta de competitivitat, després de quasi una decada junts. Aston Martin el substituiria, firmant un contracte de 3 anys.

## Pilots
Pilots actuals:
- Max Verstappen (2017 - actualitat)
- Sérgio Pérez (2021 - actualitat)

## Resultats dels pilots
| Pilots            | Carreres | Títols | Victories | Pòdiums | Punts  |
| ----------------- | -------- | ------ | --------- | ------- | ------ |
| David Coulthard   | 72       |        |           | 2       | 58     |
| Christian Klien   | 30       |        |           | 0       | 11     |
| Vitantonio Liuzzi | 4        |        |           | 0       | 1      |
| Robert Doornbos   | 3        |        |           | 0       | 0      |
| Mark Webber       | 129      |        | 9         | 41      | 978.5  |
| Sebastian Vettel  | 112      | 4      | 38        | 65      | 1410   |
| Daniel Ricciardo  | 100      |        | 7         | 29      | 956    |
| Daniil Kvyat      | 23       |        |           | 2       | 116    |
| Max Verstappen*   | 185      | 3      | 54        | 98      | 2541,5 |
| Pierre Gasly      | 12       |        |           | 0       | 63     |
| Alexander Albon   | 30       |        |           | 2       | 181    |
| Sérgio Pérez*     | 66       |        | 5         | 35      | 1461   |

- Última actualització: 21 de febrer de 2024

## Resultats
| Any   | Nom                          | Cotxe | Motor                                  | Pneumàtics | No.         | Conductors                                        | Punts | WCC |
| ----- | ---------------------------- | ----- | -------------------------------------- | ---------- | ----------- | ------------------------------------------------- | ----- | --- |
| 2005  | Red Bull Racing              | RB1   | Cosworth TJ2005 3.0 V10                | M          | 14. 15.     | David Coulthard Christian Klien Vitantonio Liuzzi | 34    | 7   |
| 2006  | Red Bull Racing              | RB2   | Ferrari 056 2.4 V8                     | M          | 14. 15.     | David Coulthard Christian Klien Robert Doornbos   | 16    | 7   |
| 2007  | Red Bull Racing              | RB3   | Renault RS27 2.4 V8                    | B          | 14. 15.     | David Coulthard Mark Webber                       | 24    | 5   |
| 2008  | Red Bull Racing              | RB4   | Renault RS27 2.4 V8                    | B          | 9. 10.      | David Coulthard Mark Webber                       | 29    | 7   |
| 2009  | Red Bull Racing              | RB5   | Renault RS27 2.4 V8                    | B          | 14. 15.     | Mark Webber Sebastian Vettel                      | 153.5 | 2   |
| 2010  | Red Bull Racing              | RB6   | Renault RS27-2010 2.4 V8               | B          | 5. 6.       | Sebastian Vettel Mark Webber                      | 498   | 1   |
| 2011  | Red Bull Racing              | RB7   | Renault RS27-2011 2.4 V8               | P          | 1. 2.       | Sebastian Vettel Mark Webber                      | 650   | 1   |
| 2012  | Red Bull Racing              | RB8   | Renault RS27-2012 2.4 V8               | P          | 1. 2.       | Sebastian Vettel Mark Webber                      | 460   | 1   |
| 2013  | Infiniti Red Bull Racing     | RB9   | Renault RS27-2013 2.4 V8               | P          | 1. 2.       | Sebastian Vettel Mark Webber                      | 596   | 1   |
| 2014  | Infiniti Red Bull Racing     | RB10  | Renault Energy F1-2014 1.6 V6 t        | P          | 1. 3.       | Sebastian Vettel Daniel Ricciardo                 | 405   | 2   |
| 2015  | Infiniti Red Bull Racing     | RB11  | Renault Energy F1-2015 1.6 V6 t        | P          | 3. 26.      | Daniel Ricciardo Daniil Kvyat                     | 187   | 4   |
| 2016  | Red Bull Racing              | RB12  | Renault TAG Heuer 1.6 V6 t             | P          | 3. 26. 33.  | Daniel Ricciardo Daniil Kvyat Max Verstappen      | 468   | 2   |
| 2017  | Red Bull Racing              | RB13  | Renault TAG Heuer 1.6 V6 t             | P          | 3. 33.      | Daniel Ricciardo Max Verstappen                   | 368   | 3   |
| 2018  | Aston Martin Red Bull Racing | RB14  | Renault TAG Heuer 1.6 V6 t             | P          | 3. 33.      | Daniel Ricciardo Max Verstappen                   | 419   | 3   |
| 2019  | Aston Martin Red Bull Racing | RB15  | Honda RA619H 1.6 V6 t                  | P          | 10. 23. 33. | Pierre Gasly Alexander Albon Max Verstappen       | 417   | 3   |
| 2020  | Aston Martin Red Bull Racing | RB16  | Honda RA620H 1.6 V6 t                  | P          | 23. 33.     | Alexander Albon Max Verstappen                    | 319   | 2n  |
| 2021  | Red Bull Racing Honda        | RB16B | Honda RA621H 1.6 V6 t                  | P          | 11. 33.     | Sergio Perez Max Verstappen                       | 585.5 | 2n  |
| 2022  | Oracle Red Bull Racing       | RB18  | Red Bull Powertrains RBPTH001 1.6 V6 t | P          | 11. 1.      | Sergio Perez Max Verstappen                       | 759   | 1   |
| 2023* | Oracle Red Bull Racing       | RB19  | Red Bull Powertrains 1.6 V6 t          | P          | 11. 1.      | Sergio Perez Max Verstappen                       | 860   | 1   |
| Font: |                              |       |                                        |            |             |                                                   |       |     |

### Campionat de pilots
Dos pilots han guanyat un total de 6 campionats mundials amb Red Bull Racing.
- Sebastian Vettel (2010), (2011), (2012), (2013)
- Max Verstappen (2021), (2022)